# Пало-Седро (Каліфорнія)
Пало-Седро (англ. Palo Cedro) — переписна місцевість (CDP) в США, в окрузі Шаста штату Каліфорнія. Населення — 2931 особа (2020).

## Географія
Пало-Седро розташоване за координатами 40°33′3″ пн. ш. 122°14′10″ зх. д. / 40.55083° пн. ш. 122.23611° зх. д. (40.550707, -122.236222).  За даними Бюро перепису населення США в 2010 році переписна місцевість мала площу 9,72 км², з яких 9,53 км² — суходіл та 0,19 км² — водойми.

## Демографія
Згідно з переписом 2010 року, у переписній місцевості мешкало 1269 осіб у 474 домогосподарствах у складі 383 родин. Густота населення становила 131 особа/км².  Було 504 помешкання (52/км²).
Расовий склад населення:
| - 91,7 % — білих - 1,9 % — корінних американців - 0,6 % — чорних або афроамериканців - 0,5 % — азіатів - 0,1 % — вихідців з тихоокеанських островів - 1,7 % — осіб інших рас |

До двох чи більше рас належало 3,5 %. Частка іспаномовних становила 5,8 % від усіх жителів.
За віковим діапазоном населення розподілялося таким чином: 22,8 % — особи молодші 18 років, 54,7 % — особи у віці 18—64 років, 22,5 % — особи у віці 65 років та старші. Медіана віку мешканця становила 48,3 року. На 100 осіб жіночої статі у переписній місцевості припадало 96,4 чоловіків;  на 100 жінок у віці від 18 років та старших — 95,6 чоловіків також старших 18 років.
Середній дохід на одне домашнє господарство  становив 95 830 доларів США (медіана — 80 659), а середній дохід на одну сім'ю — 110 577 доларів (медіана — 81 750). За межею бідності перебувало 2,2 % осіб, у тому числі 0,0 % дітей у віці до 18 років та 5,7 % осіб у віці 65 років та старших.
Цивільне працевлаштоване населення становило 494 особи. Основні галузі зайнятості: освіта, охорона здоров'я та соціальна допомога — 21,5 %, роздрібна торгівля — 16,4 %, науковці, спеціалісти, менеджери — 15,8 %.